# دانیل مونتنگرو
دانیل مونتنگرو (اسپانیایی: Daniel Montenegro‎؛ زادهٔ ۲۸ مارس ۱۹۷۹) بازیکن فوتبال اهل آرژانتین است.

## باشگاهی
از باشگاه‌هایی که در آن بازی کرده‌است می‌توان به باشگاه اتلتیکو ایندپندینته،  باشگاه فوتبال اوساسونا، باشگاه فوتبال رئال ساراگوسا، باشگاه فوتبال ریور پلاته، باشگاه فوتبال المپیک مارسی، باشگاه فوتبال اتلتیکو هوراکان و باشگاه فوتبال آمریکا اشاره کرد.

## تیم ملی
وی همچنین در تیم‌های ملی فوتبال Argentina U20 و آرژانتین بازی کرده‌است.